# Igreja de São Nicolau (Santarém)
A Igreja de São Nicolau encontra-se situada no centro histórico de Santarém, na União de Freguesias da cidade de Santarém.
Este templo, sede de uma das mais antigas paróquias da cidade, foi reconstruído no século XVII na sequência de um incêndio, sendo-lhe então conferido o aspecto actual, representativo do maneirismo e do barroco. 
A igreja apresenta vários motivos de interesse, dos quais há a destacar os túmulos de João Afonso e de Fernando Rodrigues Redondo (com zona especial de proteção) e o oratório da fachada testeira, classificado este de interesse municipal. 
A Igreja está classificada como Monumento Nacional desde 1910.

## História
A data da fundação da igreja é desconhecida, sabendo-se apenas que foi aqui construído um templo gótico no século XIII, em substituição de um outro mais antigo. Este templo medieval foi completamente destruído por um incêndio em 1600, o que justificou a sua reconstrução segundo as tendências arquitectónicas da época. A campanha de obras iniciou-se em 1613 e foi dirigida por Baltazar Álvares, tendo sido aproveitada parte da estrutura do edifício anterior. A campanha decorativa incluiu a pintura de brutescos e a colocação de um silhar de azulejos. O túmulo manuelino de João Afonso, datado do século XVI e já presente no templo primitivo, permaneceu numa das capelas laterais.
No novo templo, foi ainda incluída uma capela à data já existente, a Capela de São Pedro, que actualmente se encontra adossada ao edifício da igreja. Esta capela foi fundada na segunda metade do século XIII por Fernando Rodrigues Redondo e por D. Senhorinha Afonso, sua mulher, donatários de Arganil e de Pombeiro da Beira. Após a morte do marido, D. Senhorinha passou a residir em Santarém, obtendo em 1371, de D. Afonso IV o padroado da Igreja de São Nicolau e mandando erguer nesta capela o túmulo do marido, que data de 1360. Mais tarde, já em 1651, a capela foi objecto de obras de reconstrução e de remodelação, que lhe conferiram o seu aspecto actual.
Na segunda metade do século XVIII, a igreja sofre uma nova intervenção, sendo então remodelada a fachada e construída a sacristia, com o oratório embebido no paramento exterior. A campanha decorativa do interior incluiu a pintura de marmoreados e a colocação de retábulos e de azulejos.

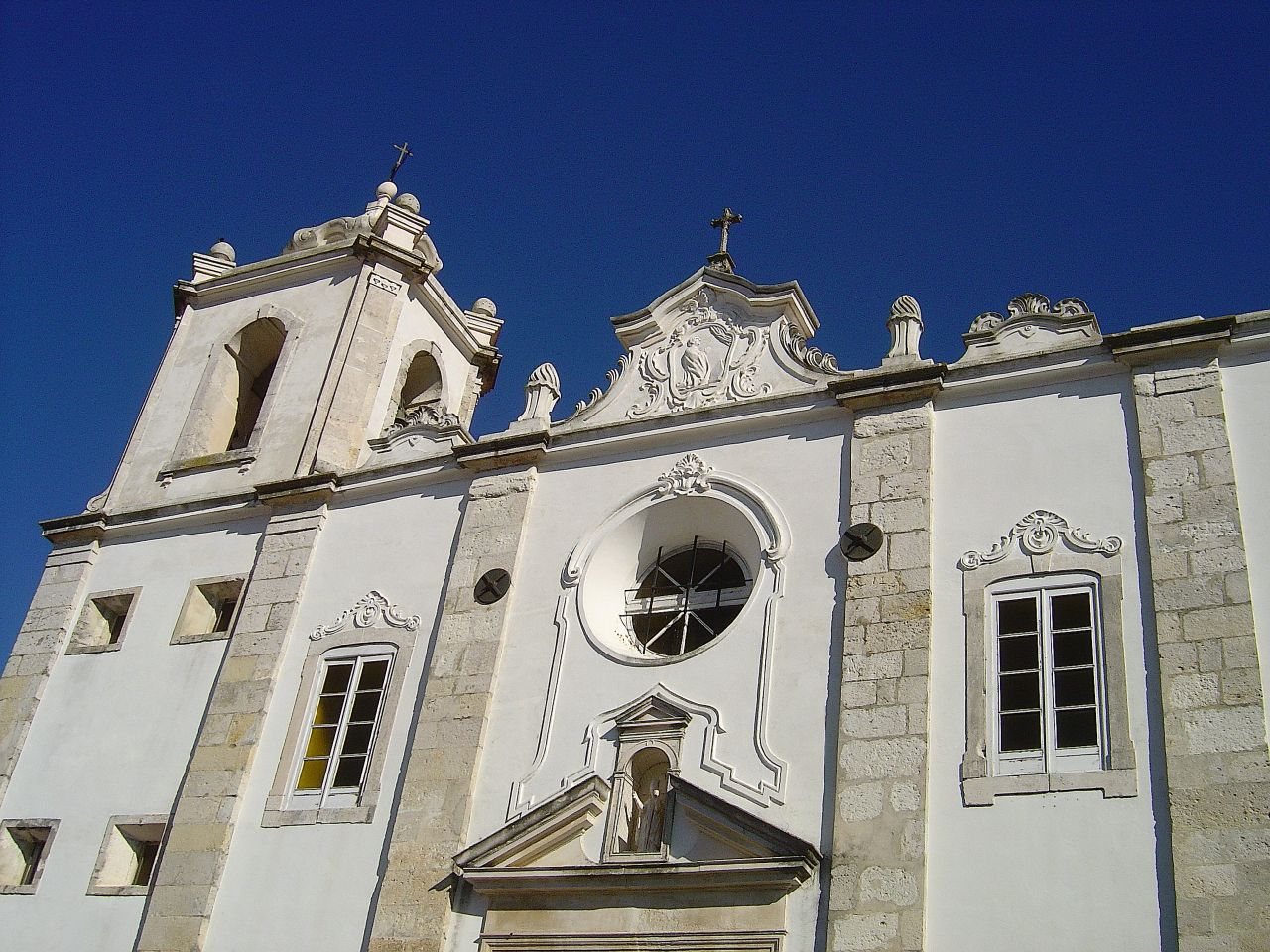
Igreja de S. Nicolau

## Arquitectura e Arte Sacra
O templo é de grandes dimensões, à semelhança de outras igrejas paroquiais da cidade. A frontaria é formada por cinco panos, divididos por quatro pilastras sem ornamentação, inferiormente percorridos por rodapé e superiormente por cornija. Esta cornija é rematada sobre o pano central por um pequeno frontão contracurvado, ladeado por fogaréus, e por dois pequenos frontões de volutas nos corpos intermédios. O pano central é rasgado por um portal de verga recta e frontão triangular interrompido, com um pequeno nicho no tímpano, que é encimado por um óculo. No tímpano do frontão, uma cartela de concheados circunda um painel relevado, no qual está representado o orago da igreja, o bispo São Nicolau, sentado e ladeado pelas suas insígnias. Os panos laterais são rasgados por janelas rectangulares com molduras decoradas por volutas. A frontaria é ladeada pela torre sineira, rematada por uma cúpula e com pináculos nos vértices. No projecto inicial de Baltazar Álvares, estava ainda prevista uma segunda torre sineira, que nunca chegou a ser edificada.
A fachada posterior, com quatro panos de recorte sinuoso, contém um oratório saliente, envidraçado, ornado por volutas, florões e fogaréus, com a cruz no remate. Este oratório barroco, que se encontra classificado como Monumento Nacional, data do século XVIII e abriga aquilo que resta de um cruzeiro manuelino, com parte da coluna torsa decorada com boleados e respectiva cruz de pedra, sobre uma mísula trabalhada, na qual se encontra representado Cristo crucificado. Este cruzeiro estava provavelmente colocado no adro da primitiva igreja, tendo sido demolido aquando das obras de ampliação. O nicho do oratório é definido por pilastras e arco conopial, com ombreiras coroadas por acrotérios.
O interior é de três naves, de cinco tramos, separadas por arcos redondos toscanos, apoiados em colunas da mesma ordem e época. A cobertura das naves é em tecto de madeira de caixotão de três panos. As paredes são corridas por um silhar alto de azulejos azuis e amarelos do tipo padrão, datados do século XVII. De cada um dos lados da nave, abrem-se quatro capelas laterais – Capela de Nossa Senhora da Expectação, Capela de Cristo Crucificado, Capela do Menino Jesus e Capela de João Afonso de Santarém (do lado da epístola), Capela de Nossa Senhora da Conceição, Capela de São Silvestre, uma capela de invocação desconhecida e a capela baptismal (do lado do evangelho). Estas capelas abrem para a nave através de arcos redondos sobre pilastras toscanas, que conservam restos de pintura dourada de brutescos.
A cabeceira é composta pela capela-mor e por duas capelas colaterais, com acesso por arcos idênticos, sendo mais elevado o que abre para a primeira. As capelas colaterais são da invocação de Santa Ana (lado do evangelho) e do Santíssimo Sacramento (lado da epístola), estando esta última vedada por uma porta gradeada dourada. Todas estas capelas são cobertas por um tecto em abóbada de berço redondo, que apresenta caixotões pintados no caso da capela-mor. As paredes das naves e das capelas são decoradas por estuques policromos, imitando mármores. Os altares são em madeira policroma de recorte e ornatos rococó. Nas paredes da nave, no coro alto, no baptistério e nos vãos do arco mestre existem diversos quadros, dos quais se destacam duas tábuas circulares: A Virgem e o Menino e A Virgem do Leite e São João Baptista Menino, composições que datam da primeira metade do século XVII, inspiradas certamente em modelos italianos.
Do lado norte da cabeceira, conservam-se ainda dois tramos cobertos por abóbada de cruzaria de ogivas, apoiada em mísula, encontrando-se um deles cortado pela construção de uma das capelas laterais. Estes tramos correspondem às antigas capelas de Jorge Macedo Leite e de São Silvestre. A primeira destas capelas, muito anterior à reconstrução seiscentista, foi instituída por Jorge Macedo de Leite e pela sua mulher, Catarina Matela Castelo, conservando ainda, embebidos na parede, uma lápide e um brasão policromado.
De cada um dos lados da cabeceira encontram-se, respectivamente, a sacristia, coberta por abóbada de arestas, e o salão paroquial, com abóbada de berço. A Capela de São Pedro, cujo acesso se faz junto à cabeceira, apresenta um portal sobrepujado por um nicho, o qual abriga uma imagem quinhentista de pedra de Ançã, representando Cristo crucificado. O interior da capela, cuja sacristia alberga o túmulo de Fernão Rodrigues Redondo, é coberto por abóbada de berço redondo.

## Arte tumular
O túmulo de D. João Afonso e de sua mulher, D. Iria Afonso, na primeira capela lateral do lado da epístola, é o tributo póstumo, construído na época manuelina, a uma das mais importantes figuras nacionais do século XV. Conselheiro de D. João I e fundador do Hospital de Jesus Cristo (1426), D. João Afonso fez-se sepultar nesta capela, em cujo altar existia uma pintura retabular na qual figurava o instituidor do Hospital, de joelhos com as contas nas mãos, orando junto a um Calvário, obra do pintor Manuel Lampreia Mata (1623), entretanto desaparecida. O sarcófago, dos inícios do século XVI, é constituído por uma arca de crista ornamental, com a face profusamente decorada e com aldrava estilizada em flor-de-lis, de cunho gótico, com arco conopial de cogulhos pousado em dois colunelos de fustes torcidos. A face da raça apresenta, ao centro, o escudo ladeado por cartelas com caracteres góticos inscritos. O arcossólio é cingido por pilares de delgados colunelos que sustentam arcaturas ogivais e pináculos baldaquinados, que abrigam as imagens quinhentistas de Nossa Senhora e de São João Evangelista. O arco de querena é rematado por uma escultura representando Cristo crucificado.
O túmulo gótico de Fernando Rodrigues Redondo e de sua mulher, D. Senhorinha Afonso, na sacristia da Capela de São Pedro, é constituído por arca rectangular, tampa com estátua jacente e seis leões de suporte. Este cavaleiro, oriundo do norte do país, desempenhou importantes cargos na corte de D. Dinis, possuindo paço nesta vila, onde veio a falecer em 1324. Na tampa, representa-se o cavaleiro jacente, envergando trajes de corte (longa túnica e manto, sapatos com esporas), segurando, com as duas mãos, a espada distendida sobre o corpo. O rosto é sereno e emoldurado por longos cabelos escorridos que lhe caem sobre os ombros e pela barba pontiaguda. Aos pés, dispõem-se dois cães, já sem cabeça, guardiães do sepulcro e da alma do cavaleiro. Na tampa relevam-se duas incrições epigráficas, sendo uma contemporânea da execução do túmulo e que identifica o cavaleiro. Na arca, representam-se os escudos dos Redondos, três em cada facial maior e um em cada facial pequeno, característica que a aproxima da tumulária trecentista lisboeta. A arca repousa sobre seis leões, lavrados em blocos rectangulares de pedra, idênticos à esculturação dos cães da tampa.